# Memoria asociativa
La memoria asociativa es el almacenamiento y recuperación de información por asociación con otras informaciones.
Un dispositivo de almacenamiento de información se llama memoria asociativa si permite recuperar información a partir de conocimiento parcial de su contenido, sin saber su localización de almacenamiento. A veces también se le llama memoria de direccionamiento por contenido.
Los computadores tradicionales no usan este direccionamiento; se basan en el conocimiento exacto de la dirección de memoria en la que se encuentra la información.
Sin embargo, se cree que el cerebro humano no actúa así. Si queremos recordar el nombre de una persona, no nos sirve saber que fue el nombre número 3274 que aprendimos. Es más útil saber que su nombre empieza y termina por 'N' y que es un famoso científico inglés. Con esta información, es casi seguro que recordaremos exitosamente a "Newton".
Las memorias asociativas son una de las redes neuronales artificiales más importantes con un amplio rango de aplicaciones en áreas tales como: Memorias de acceso por contenido,  identificación de patrones y control inteligente. 
Una memoria asociativa puede almacenar información y recuperarla cuando sea necesario, es decir, una red retroalimentada, cuya salida se utiliza repetidamente como una nueva entrada hasta que el proceso converge. Puede recuperar dicha información basándose en el conocimiento de parte de ésta (clave). El patrón clave puede ser una versión con ruido de un patrón memorizado, es decir, que difiere de él en pocas componentes. La memoria humana recuerda a una persona aunque vaya vestida de forma diferente o lleve gafas.

## Tipos de memorias asociativas
- Memorias heteroasociativas: establecen una correspondencia de x (vector de entrada) en y (vector de salida), de distinta dimensión. Dichos patrones se llaman memorias principales o de referencia.
- Memorias autoasociativas: establece la misma correspondencia que la memoria heteroasociativa pero siendo los patrones de entrada y de salida los mismos.